# 六結
六結，是台灣宜蘭縣礁溪鄉的一個傳統地域名稱。位於該鄉中部偏東。相較於今日行政區，其範圍大致包括六結村不含南端及東北端、德陽村鐵路以東地區的西南端。
本地區西北部已與南側礁溪地區的礁溪聚落、北側湯圍地區的竹篙厝聚落連結成礁溪市區。

## 歷史
台灣清治末期，六結地區為一街庄，稱為「六結庄」，隸屬於四圍堡。該庄東與奇立丹庄、抵百葉庄為鄰，東南與淇武蘭庄為鄰，南邊一小段與三十九結庄為鄰，西南與七結庄為鄰，西邊為礁溪庄，北邊為湯圍庄。
1901年（日治明治三十四年）11月，廢縣廳改設二十廳，該庄隸屬於宜蘭廳，編入第三區。1905年（明治三十八年）7月，該區改名「礁溪區」。1909年（明治四十二年）10月，合併二十廳為十二廳，該庄仍隸屬於宜蘭廳。1920年（大正九年），廢十二廳改設五州二廳，該庄改制為「六結」大字，隸屬於臺北州宜蘭郡礁溪庄。
戰後礁溪庄改制為礁溪鄉，隸屬於臺北縣，大字亦改制為村。1950年10月，北、基、宜分治，礁溪鄉改隸屬於宜蘭縣。

## 聚落
本地區發展較早的聚落為六結，在日治期初期的官方地圖上已有記載。

## 交通
台鐵宜蘭線是台灣東北部鐵路幹線，大致以東北—西南走向轉北北東—南南西走向經過六結地區西北部及西部邊界地帶。境內未設站，但北側不遠處即有礁溪車站，屬三等站，停靠少部分普悠瑪號、太魯閣號、自強號，大部分莒光號、復興號，及全部區間快車與區間車。由此可前往台鐵沿線各地。
省道台9線（礁溪路四段）又稱「東部幹線」，是台北經東部至屏東楓港的幹道，大致以北北東—南南西走向經過本地區西北部邉界地帶。由該道路向北北東轉東再轉東北可前往至頭城西南部轉西北經「九彎十八拐」上坡後可前往坪林、石碇、新店等地，向南南西轉南可前往宜蘭、五結、羅東、冬山、蘇澳等地。
鄉道宜2線（六結路）是五峰旗至洲仔尾的道路，大致以西北—東南走向蜿蜒經過本地區南部。由該道路向西北穿越礁溪市區後可前往得子口、五峰旗，向東南可前往淇武蘭、洲仔尾並止於縣道191號路口。
鄉道宜4線（興農路）是礁溪至竹安路的道路，其西側端點位於本地區西北部中山路一段（省道台9線舊線）路口。由此向東南東出境後可前往奇立丹南部、抵百葉、五股、大塭南部、三抱竹南部並止於省道台2線路口。